# Viso del Marqués
Viso del Marqués – gmina w Hiszpanii, w prowincji Ciudad Real, w Kastylii-La Mancha, o powierzchni 533,2 km². W 2011 roku gmina liczyła 2721 mieszkańców.